# Marjorie Hume
Marjorie Hume (27 de janeiro de 1893 ou 1900 – 13 de março de 1976) foi uma atriz de cinema britânica. Atuou em 36 filmes entre 1917 e 1955.

## Filmografia selecionada
- Doing His Bit (1917)
- Red Pottage (1918)
- Lady Tetley's Decree (1920)
- Appearances (1921)
- The Great Day (1921)
- The Call of Youth (1921)
- King of the Castle (1925)
- Thou Fool (1926)
- The Island of Despair (1926)
- Young Woodley (1928)
- The White Lilac (1935)
- Cross Currents (1935)